# Асальникштис
Асальникштис (лит. Asalnykštis) — небольшое озеро в восточной части Литвы, расположенное на территории национального парка Аукштайтия.
Находится в западной части Игналинского района в 10 км к западу от Игналины. Лежит на высоте 138,4 метров. Протяжённость с запада на восток 1,35 км, ширина до 0,95 км. Площадь Асальникштиса составляет 0,59 км². Наибольшая глубина — 8 метров. На озере есть два острова: Гимжине (площадь 3 га) и Дакис (площадью 0.1 га). Асальникштис соединён с Асалнаем 120-метровым проливом на востоке. Берега озера покрыты лесом. На берегу Асальникштиса находятся 3 деревни: Салос, Анталксне и Пузинишкис.